# 社会性俳句
社会性俳句（しゃかいせいはいく）とは、第二次世界大戦後、価値観が大きく変わる中で俳句とはなにかという問題意識のなかから生れた文学運動であり、そのなかから生れた「社会性のあるテーマや素材を詠った俳句」である。

## 歴史
俳句における社会性は、現近代に限らず、すでに江戸期においても、貧富の差、封建的身分社会などへの疑問として、その萌芽が見られる。また明治に入ってからの新傾向俳句や、昭和初期のプロレタリア俳句運動や新興俳句、自由律俳句がその先駆的なものである。しかし、一般には1958年（昭和33年）角川書店発行の総合俳誌『俳句』が「俳句と社会性の吟味」を特集したことから始まる。これは「俳句」編集長に就任したばかりの大野林火によるものであった。この問題意識は1946年の桑原武夫が『世界』に発表した「第二芸術論」への反撥もその背景にあった。  加藤楸邨、中村草田男やその指導下にあった俳人、あるいは元新興俳句系の俳人、あるいは戦争体験を経て、社会性への関心が一気に高まった。
中村草田男は1953年、「思想性・社会性とでも命名すべき、本来散文的な性質の要素と純粋な詩的要素とが、第三存在の誕生の方向に向かって、あいもたれつつも、ここに激しく流動している」（句集『銀河依然』自序）と述べて、社会性俳句のあり方について口火を切った。
いくさよあるな麦生（むぎふ）に金貨天（あま）降るとも　中村草田男
1954年、同人誌「風」が、俳句と社会性のアンケートを特集し、ここから社会性とはなにかとの論争が起きた。金子兜太はここで「社会性とは態度の問題」「自分を社会的関連のなかで考え、解決しようとする『社会的な姿勢』が意識的にとられている態度」と主張した。 沢木欣一は「社会性のある俳句とは、社会主義的イデオロギーを根底に持った生き方、態度、意識、感覚から生れる俳句を中心に広い範囲、過程の進歩的傾向にある俳句」とした。 佐藤鬼房は「批評精神のないリアリズムというものは考えられないのであり、社会主義リアリズムはその発展した表現」と指摘した。
これらの意見に対して、山本健吉、平畑静塔、神田秀夫などから反論が起こり、沢木側にたった原子公平・金子兜太などとの激しい論争が起きた。
　　

## 時代背景
このころ戦後の大きな問題となった原水爆実験反対運動、米軍基地反対闘争、松川事件、労働争議など新しい時代の苦悩と貧困がこの論争の背景にあった。また主として労働組合が職場に組織した「職場俳句運動」も、これらの社会性俳句を支えた。さらには戦前からの人間探求派や戦後の、境涯俳句、療養俳句も社会性に通じるものがあった。
　

## 典型的な作品と俳人
句集としては『合掌部落』（能村登四郎）、『塩田』（沢木欣一）などが大きな話題となった。古沢太穂、金子兜太、鈴木六林男、佐藤鬼房など特筆すべき俳人は多い。また自由律俳句においては栗林一石路、橋本夢道、横山林二、吉川金次らがいる。
社会性俳句は、その後の高度経済成長のなかで生れた「一億総中流意識」や、文学運動として新たな発展がなかったことから、運動としては沈静化し衰退していった。俳句の文学性との矛盾や、単純な要求を掲げた「スローガン俳句」、「プラカード俳句」が社会性と誤解されることもあった。当時、急進的な立場だった沢木欣一や佐藤鬼房、能村登四郎などが徐々に保守化したことも運動の衰退の一因となった。1956年沢木欣一は金沢大学講師から文部省に移り、約10年間教科書検定に関わった。今井聖は「（社会性俳人）は流行を演出したあとバブル期に入るといちはやく「俳諧」に転向する。「社会性俳句」出身の「俳諧」俳人はごろごろいる。みんな俳壇的成功者である。」と強く批判する。
　　

## 社会性俳句の意味
いわゆるブーム、運動としては終息したとしても、この社会性の意識は多くの俳人の心の底に現在でも、強く存在している。社会性俳句を主張する新俳句人連盟も活動を継続、発展させている。また古沢太穂の流れをくむ松田ひろむの「鴎座」は、社会性を「生活感覚」とくだいて現代に生かそうとしている。また、松本清張などの社会派推理小説から、現代では「社会性」というよりも「社会派」(金子兜太「私は社会派といわれてきた」というべきとの考えもある。